# Sint Joost (Limburg)
Sint Joost (Limburgs: Sint Joas) is een kerkdorp in Midden-Limburg (Nederland) met 1.435 inwoners. Tot 1989 verdeeld tussen de gemeente Maasbracht en de gemeente Echt. Daarna viel het in zijn geheel aan de gemeente Echt. Het is een van de kerkdorpen rondom Echt en behoort nu tot de gemeente Echt-Susteren.

## Ontstaan en geschiedenis
Sint Joost is vernoemd naar de heilige Judocus. Het dorp is ontstaan omstreeks 1300, toen er een Caulietenklooster werd gesticht, waarvan de huidige Kloosterhof een restant is. In de 17e eeuw lag er een Watermolen tussen Montfort en St. Joost op de Vlootbeek die echter niet langer dan een eeuw heeft bestaan.
Van 1730 tot 1780 werd de omgeving van Sint Joost herhaaldelijk onveilig gemaakt door de bokkenrijders. De Kloosterhof in Sint Joost zou, naar verluidt, zijn gebruikt om nieuwe leden in te zweren binnen de bende.
Op 20 en 21 januari 1945 raakte het dorp zwaar beschadigd tijdens de bevrijding door de Britse troepen gedurende Operatie Blackcock. Op 2 mei 2015 werd een oorlogsmonument onthuld ter nagedachtenis aan de 17 Britse militairen die bij deze verbitterde slag omkwamen.
De kom van Sint Joost was verdeeld tussen Maasbracht en Echt. Na een gemeentelijke herindeling van 1989 behoorde geheel Sint Joost bij de gemeente Echt, en sinds 2003 bij Echt-Susteren.

## Bezienswaardigheden
- De Sint-Judocuskerk werd in 1959 gebouwd naar ontwerp van de architecten J. van der Pluijm en H. Tilmans.
- Kloosterhof, een historische boerderij en voormalig klooster.
- Hoeve Schrevenhof, aan Schrevenhofweg 20, gesloten hoeve, vanaf de 14e eeuw bekend en behorend tot Kasteel Montfort, de huidige bebouwing 19e-eeuws met oudere kern en een langsdeelschuur, waarschijnlijk 17e-eeuws.
- De Sint-Theresiakapel aan Bosweg 8A
- Kapel op de Leenhof aan Leenderveldweg 1, van 1946. Niskapel met Heilig Hartbeeld, opgericht als dank voor de bevrijding van 1945.

Zie ook
- Lijst van rijksmonumenten in Sint Joost

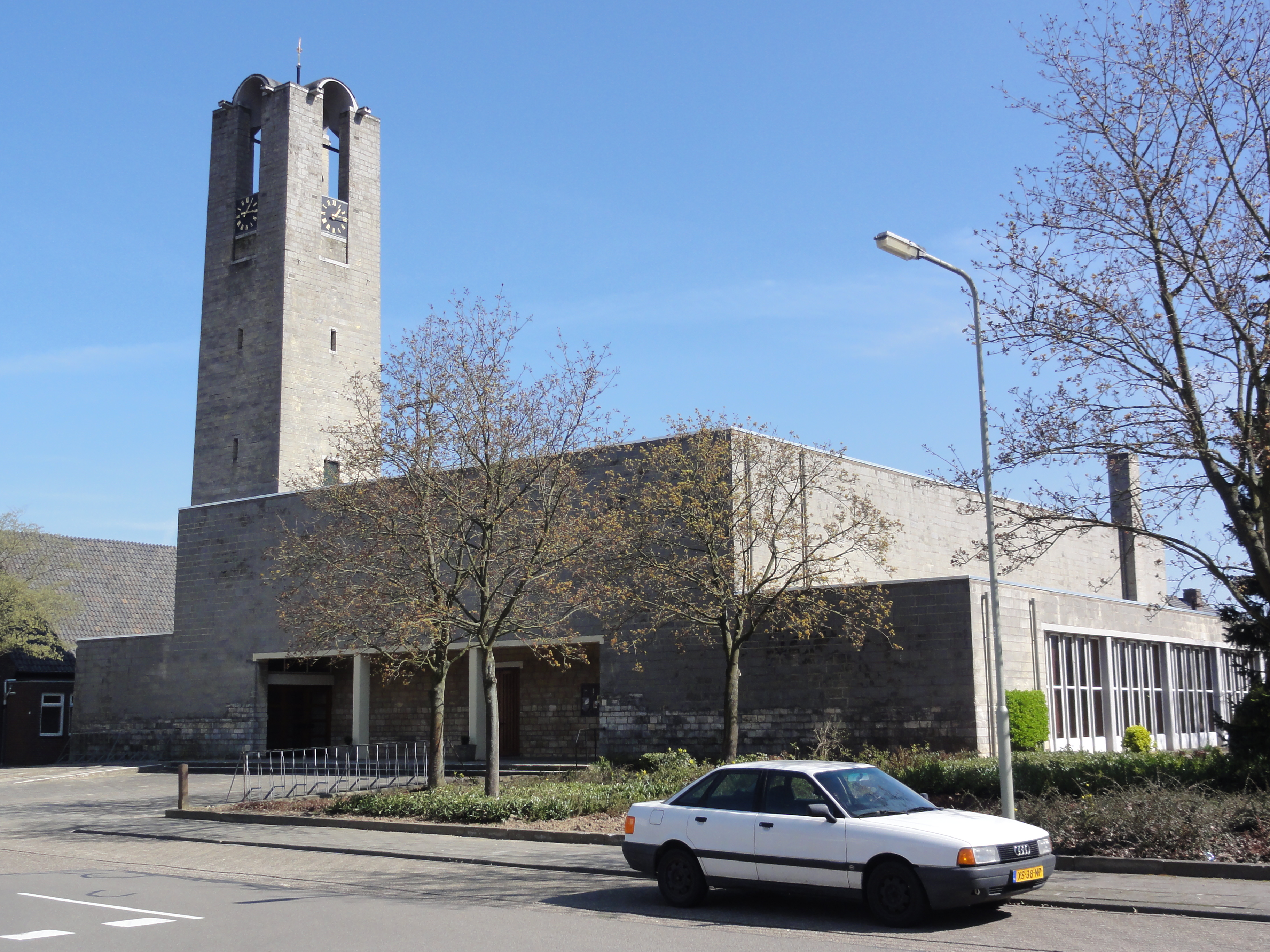
St.Judocuskerk
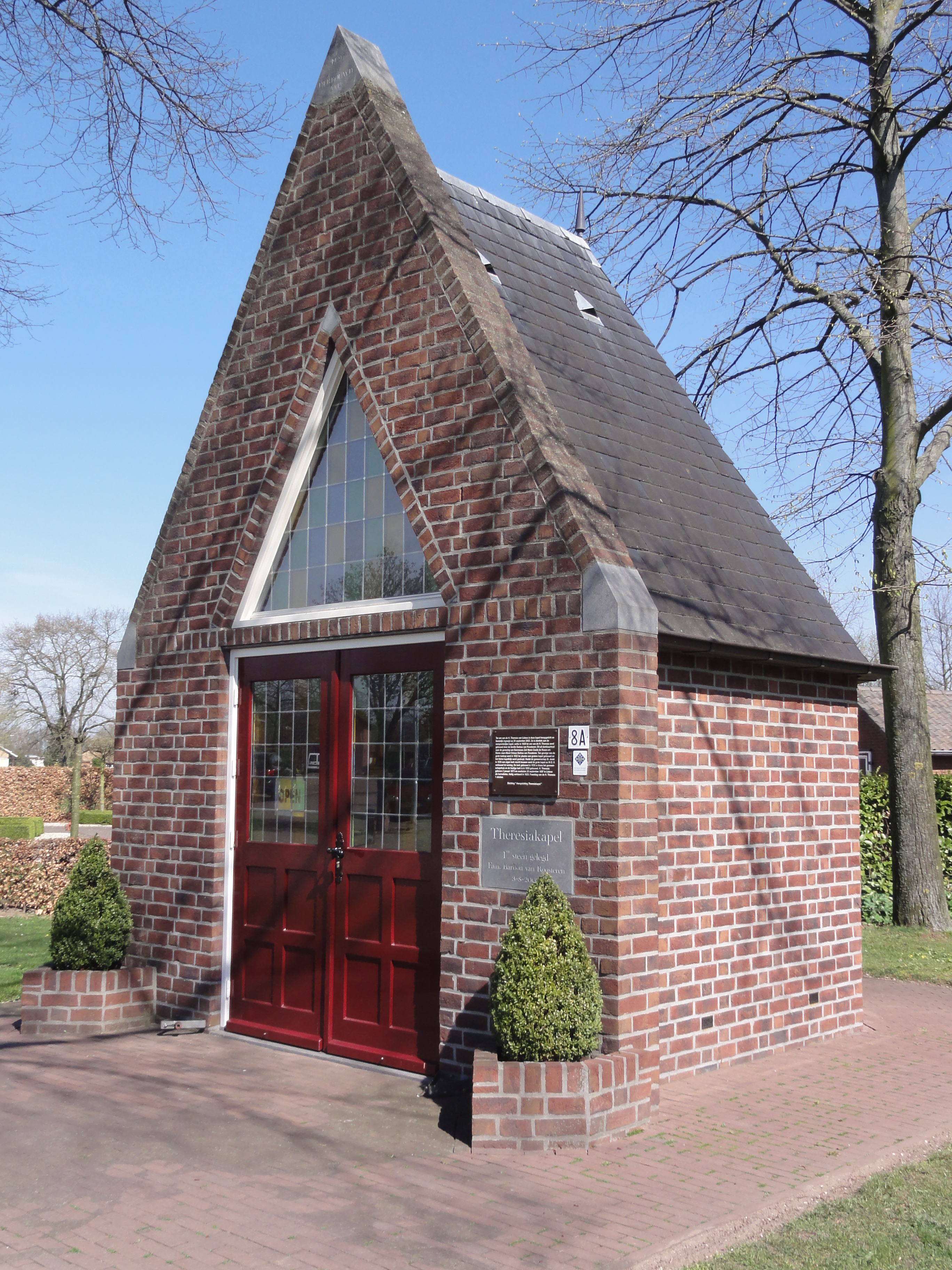
St. Theresiakapel
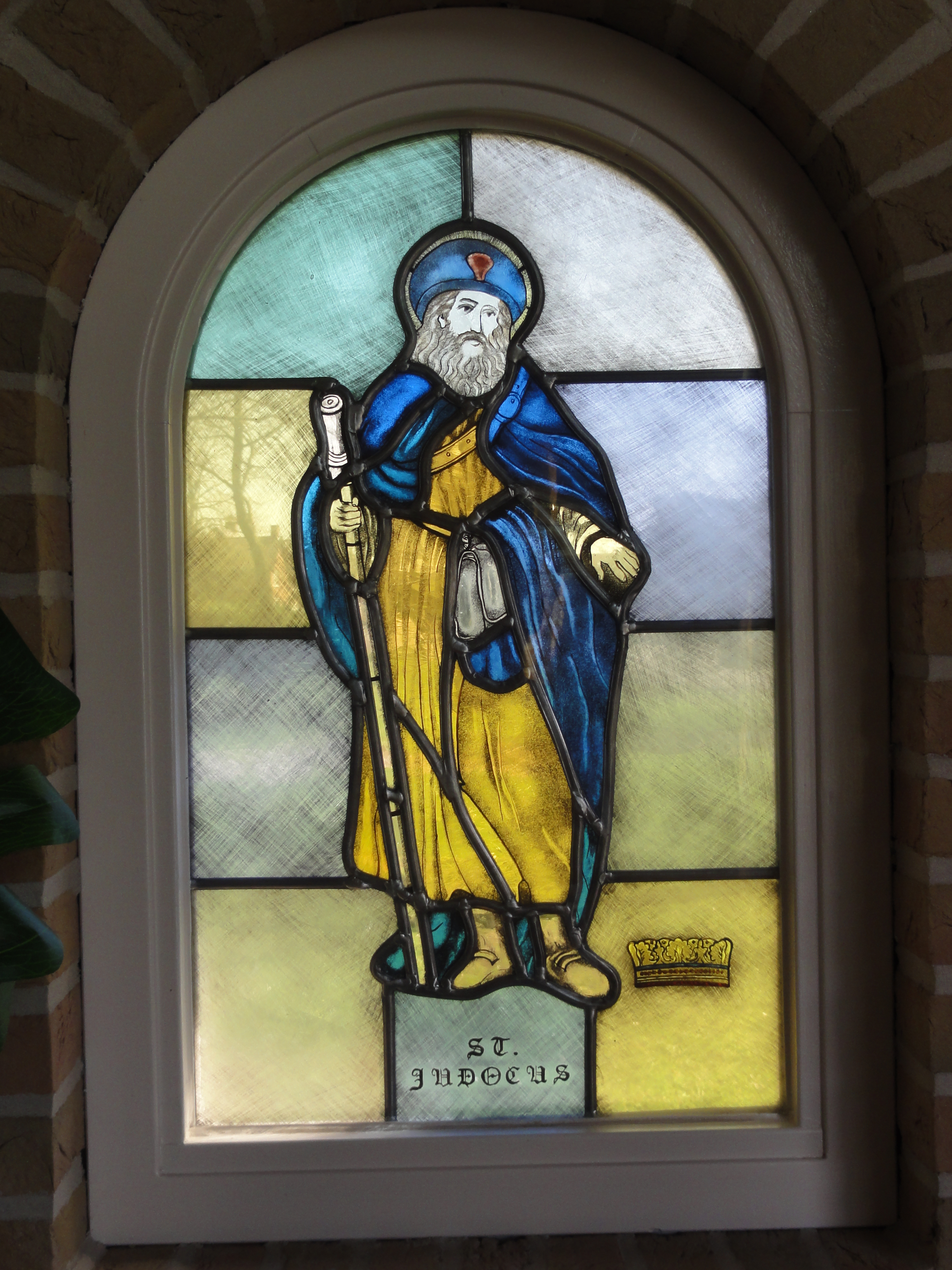
glasraam St.Judocus in de St.Theresiakapel
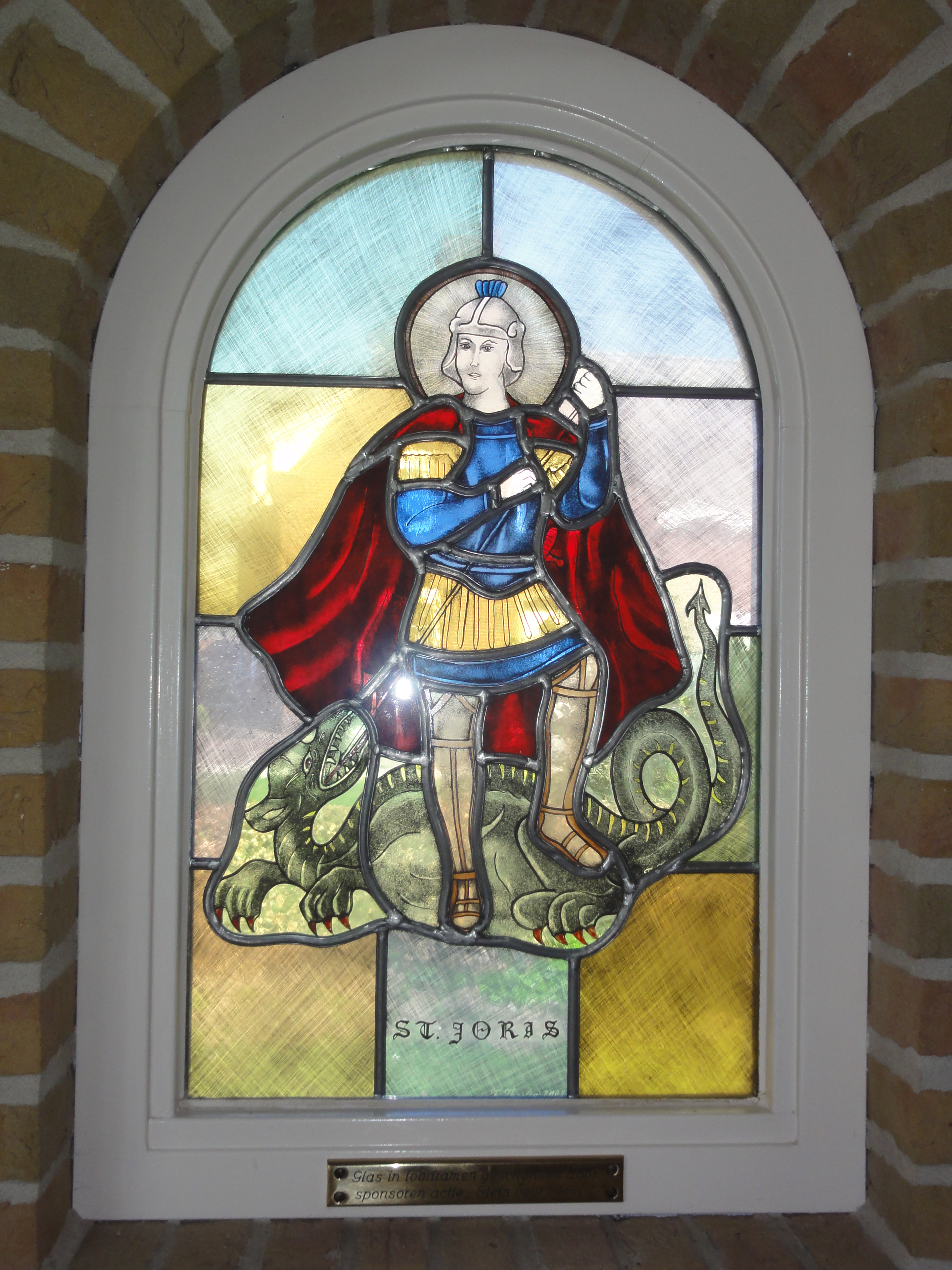
glasraam St.Joris in de St.Theresiakapel

## Natuur en landschap
Sint Joost ligt op het middenterras van de Maas. Ten zuiden van Sint Joost loopt de Vulensbeek. Naar het oosten ligt het natuurgebied Rozendaal en in het zuidoosten de Marissen. Hier liggen, naast bossen op zandruggen, ook voormalige broekgebieden die ten behoeve van de landbouw ontgonnen zijn. Naar het westen en noorden toe ligt infrastructuur (autosnelweg, spoorlijn).

## Verkeer
Nabij Sint Joost ligt een verkeersplein dat "het ei van Sint Joost" wordt genoemd. Hier komen de rijkswegen A2 en N276 samen. Enkele honderden meters verderop ligt knooppunt Het Vonderen. Hier kruisen de A2 en de A73.

## Nabijgelegen kernen
Pey, Montfort, Maasbracht
Kernen: Dieteren · Echt · Koningsbosch · Maria Hoop · Nieuwstadt · Pey · Roosteren · Sint Joost · Slek · Susteren

Buurten en buurtschappen: Aan het Echterbosch · Aan Reijans · Aasterberg · Baakhoven · Berkelaar · Christinawijk · Echterbosch · Frenkenshof · Gebroek · Gulickshof · Haeselaarbroek · Heide · Hingen · Hommelhof · Illikhoven · Kokkelert · Lange Bosschen · Liboscherveld · Mariaveld · Pepinusbrug · Pepiniushof · In de Mehre · Middelveld · Munsterveld · Oevereind · Ophoven · Oud-Roosteren · Putbroek · Schilberg · Sint Anna · Sint Antoniushoeve · Spaanshuisken · Visserweert · Vogelsang · Wolfskoul

Bedrijventerreinen: De Berk · Businesspark ML · Dieterderweg · De Loop · Wolfskoul

Limburg: Steden en dorpen      Nederland: Provincies · Gemeenten